# Praia de Maracaípe
Praia de Maracaípe
Praia de Maracaípe é uma praia do município de Ipojuca, no estado brasileiro de Pernambuco. É uma extensão do litoral de Porto de Galinhas.
É muito procurada por surfistas, sediando importantes campeonatos de surf e longboard.

## Características

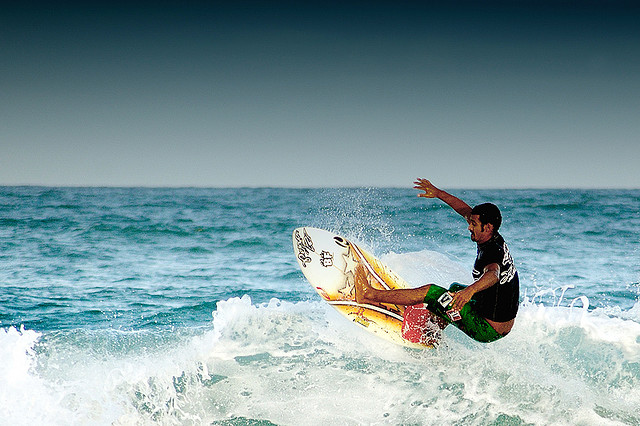
Surfista em Maracaípe.

Maracaípe é reconhecida como uma praia rica em reservas ambientais. A preservação do Mangue nessa praia sempre esteve no palco da discussão de ambientalistas e dos nativos, que evitam falar em grandes construções na praia, que vem crescendo a cada ano que passa. Devido a grande quantidade de pessoas que hoje frequentam a praia vizinha de Porto de Galinhas, Maracaípe vem sendo escolhida pelos turistas para descansar e aproveitar o sossego do local. O local faz lembrar as Ilhas do Pacífico, como o Tahiti, na Polinésia Francesa. A arquitetura decorativa da praia também faz lembrar de outros lugares fora do Brasil, onde a prática do surf é prioritária, como no Hawaii. Há anos, nas areais de Maracaípe funciona um quiosque que vende e conserta prancha, singularizando a imagem da praia no mesmo sentido que uma praia de sufistas. Assim, Maracaípe é a praia do surf Pernambucano há muitos anos, tem recebido inúmeros campeonatos do ranking brasileiro e muitas competições que trouxeram atletas internacionais. "Maraca", conforme chamam os frequentadores, é o quintal dos sufistas que residem em Ipojuca e em Recife, principalmente depois dos ataques de tubarão ocorridos na capital e em Jaboatão. As praias situadas ao sul do Porto de Suape-PE são mais propícias à prática do surf, por não possibilitarem a passagem de tubarões e por serem ambientalmente mais equilibradas.